# Sielec (gmina Opoczno)
Sielec – wieś w Polsce położona w województwie łódzkim, w powiecie opoczyńskim, w gminie Opoczno.
W latach 1975–1998 miejscowość należała administracyjnie do województwa piotrkowskiego.
Wierni kościoła rzymskokatolickiego należą do parafii Świętych Apostołów Piotra i Pawła w Gowarczowie.